# کوایچی چیگیرا
کوایچی چیگیرا (انگلیسی: Koichi Chigira؛ زادهٔ ۱۹۵۹ (۶۵–۶۶ سال)) کارگردان فیلم، پویانما، و فیلم‌نامه‌نویس اهل ژاپن است.